# Bokermannohyla ahenea
Bokermannohyla ahenea är en groddjursart som först beskrevs av Marcelo Felgueiras Napoli och Ulisses Caramaschi 2004.  Bokermannohyla ahenea ingår i släktet Bokermannohyla och familjen lövgrodor. IUCN kategoriserar arten globalt som otillräckligt studerad. Inga underarter finns listade.